# Le Locle (district)
Le Locle is een voormalig district van het kanton Neuchâtel. De hoofdplaats was Le Locle. De districten van Neuchâtel werden op 31 december 2017 opgeheven.
Tot het district behoorden de volgende gemeenten:
| Gemeentenaam         | Inwoners (31/12/2006) | Oppervlakte (km²) |
| -------------------- | --------------------- | ----------------- |
| Brot-Plamboz         | 256                   | 10,18             |
| La Brévine           | 689                   | 41,82             |
| Les Brenets          | 1099                  | 11,53             |
| Le Cerneux-Péquignot | 331                   | 15,67             |
| La Chaux-du-Milieu   | 434                   | 17,28             |
| Le Locle             | 10.172                | 23,14             |
| Les Ponts-de-Martel  | 1280                  | 18,23             |
| Totaal (7)           | 14.262                | 137,85            |